# سیرانوش ساهاکیان
سیرانوش استپانی ساهاکیان (ارمنی: Սիրանուշ Ստեփանի Սահակյան؛ انگلیسی: Siranush Sahakyan زادهٔ ۲۲ سپتامبر ۱۹۸۳) وکیل، کارشناس حقوق بین‌الملل اهل ارمنستان است که از تاریخ ۹ ژانویه ۲۰۱۴ تا ۲۰۱۹ ریاست سازمان مبارزه با فساد دولتی را برعهده داشت.

## زندگی‌نامه
وی در ۲۲ سپتامبر ۱۹۸۳ در ایروان به دنیا آمد و از دانشکده حقوق دانشگاه دولتی ایروان فارغ‌التحصیل گشت. وی در وزارت دادگستری (۲۰۰۵–۲۰۰۸) و کمیته اخلاقی مقالات عالی رتبه فعالیت کرده است. همچنین برندهٔ جوایزی همچون مدال درجه دو خدمات به سرزمین پدری (۲۰۱۷) شده است.

## یادداشت
1. ↑  Second Class Service of the Fatherland Medal